# Hérib Campos Cervera
Hérib Campos Cervera (Assunção, 30 de março de 1905 — Buenos Aires, 28 de agosto de 1953) foi um poeta e escritor paraguaio.
Nascido em março de 1905.